# أدي كونستانتينوس
أدي كونستانتينوس (بالعبرية: עדי קונסטנטינוס‏) (9 نوفمبر 1994 بمعاليه أدوميم في إسرائيل - ) هو لاعب كرة قدم إسرائيلي في مركز الوسط. لعب مع مكابي حيفا وهبوعيل بتاح تكفا ‏ وHapoel Acre F.C. ‏.

## وصلات خارجية
- أدي كونستانتينوس على موقع قاعدة بيانات كرة القدم.إي يو (الإنجليزية)
- أدي كونستانتينوس على موقع Soccerway.com (الإنجليزية)